# Куфия
Куфията също популярна като шамия (на арабски: كوفية [kūfiyyah], мн.ч. كوفيات [kūfiyyāt])(араб. كوفية‎, kūfīyä, множ. ч.: араб. كوفيات‎, kūfīyāt, арафатка (простореч.), шемаг, шемах, keffiyeh, shemagh, shmagh, kaffiyah, keffiya, kaffiya, ghutra, hatta) е памучна кърпа за глава, обикновено бяла или карирана, която се връзва чрез лента, наречена агал. Традиционно се носи от арабските бедуини, а в някои райони – от селяни. В Персийския залив тя е обикновено бяла, а в Палестина – карирана червено-бяла или черно-бяла.
Куфията добива популярност до голяма степен благодарение на палестинския водач Ясер Арафат (арафатка, поп.).